# Almensh Belete
Almensh Belete (* 26. Juli 1989 in Addis Ababa) ist eine ehemalige belgische Leichtathletin äthiopischer Herkunft, die sich auf den Langstreckenlauf spezialisiert hat. Ihre ältere Schwester Mimi Belete ist für Bahrain ebenfalls als Langstreckenläuferin aktiv. 

## Sportliche Laufbahn
Erste internationale Erfahrungen sammelte Almensh Belete im Jahr 2012, als sie bei den Europameisterschaften in Helsinki in 15:22,15 min den sechsten Platz im 5000-Meter-Lauf belegte. Anschließend nahm sie über diese Distanz an den Olympischen Sommerspielen in London teil und verpasste dort mit 15:22,15 min den Finaleinzug. Im Dezember wurde sie dann bei den Crosslauf-Europameisterschaften in Szentendre in 27:54 min Vierte im Einzelbewerb. Im Jahr darauf belegte sie bei den Halleneuropameisterschaften in Göteborg in 9:03,89 min den fünften Platz im 3000-Meter-Lauf und wurde bei den Crosslauf-Weltmeisterschaften in Bydgoszcz in 25:24 min 17. im Einzelbewerb. Im August schied sie bei den Weltmeisterschaften in Moskau mit 16:03,03 min im Vorlauf über 5000 Meter aus und im Dezember gelangte sie dann bei den Crosslauf-EM in Belgrad mit 27:00 min auf Rang sechs. 2014 erreichte sie bei den Europameisterschaften in Zürich mit 33:03,87 min Rang 15 im 10.000-Meter-Lauf und im Dezember wurde sie bei den Crosslauf-EM in Samokow in 28:52 min Vierte im Einzelbewerb. Im Jahr darauf lief sie bei den Weltmeisterschaften in Peking nach 32:47,62 min auf dem 21. Platz über 10.000 Meter ein und 2016 kam sie bei den Europameisterschaften in Amsterdam über diese Distanz nicht ins Ziel. Im selben Jahr beendete sie dann ihre aktive sportliche Karriere im Alter von 27 Jahren.

## Persönliche Bestleistungen
- 1500 Meter: 4:06,87 min, 10. Juli 2010 in Heusden-Zolder
- 3000 Meter: 8:51,70 min, 8. September 2013 in Rieti
  - 3000 Meter (Halle): 8:54,14 min, 7. Februar 2013 in Eaubonne
- 5000 Meter: 15:03,63 min, 13. August 2011 in Kessel-Lo
- 10.000 Meter: 31:43,05 min, 4. Mai 2014 in Palo Alto